# Albert Herrnleben

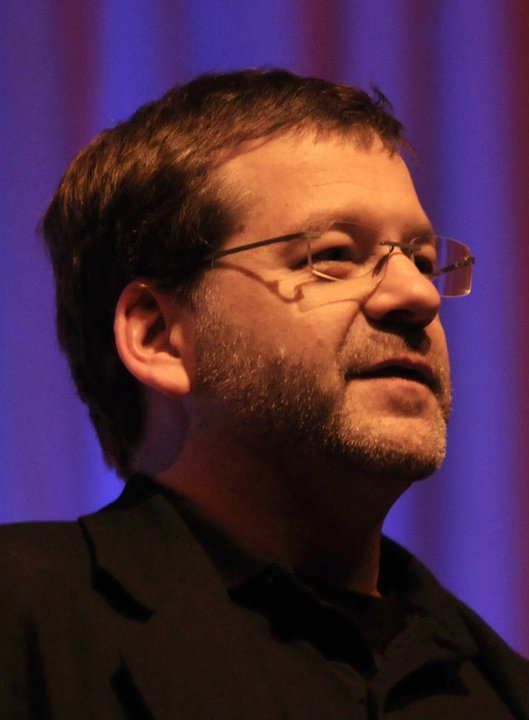
Albert Herrnleben (2011)

Albert Herrnleben (* 1. März 1972 in Bamberg) ist ein deutscher Kabarettist und Puppenspieler.

## Leben
Albert Herrnleben wuchs in der Bamberger Künstlerfamilie Herrnleben auf und stand bereits im Alter von fünf Jahren auf der Bühne. Sein Großvater Hans Herrnleben war ein regional bekannter Humorist und Volksschauspieler, der 1945 die Bamberger Puppenbühne Herrnleben gründete.
In den 1990er Jahren gründete Albert Herrnleben das Ensemble SatiriuM, mit dem er Lesungen, Sketch-Abende und Theaterstücke einstudierte. Im Jahr 1993 entwickelte er für sich die Travestie-Figur Beatrice, die er fast 20 Jahre verkörperte, und in deren Rolle er das Publikum mit fränkisch-direkter Art unterhielt. 2011 gab er mit dem Programm Wenn die Jahre kommen und die Tage ausbleiben seine Abschiedskonzerte als Travestiekünstler. Des Weiteren gestaltet er zusammen mit seinem Gitarristen Günther Voss Chanson-Programme.
Seit 1993 ist Albert Herrnleben Mitglied der Bamberger Kabarettgruppe Die Äh-Werker, die er von 2001 bis 2009 leitete. 2004 initiierte er die Bamberger Klezmertage, ein Festival rund um die Klezmermusik, das jährlich Mitte März in Bamberg stattfindet.

## Bühnenprogramme

### Travestieprogramme
- Beatrice – Die Superbiene aus Franken
- Beine – Busen – Po
- Männer
- Traumtänzerball
- Goodbye Johnny
- Wenn die Jahre kommen und die Tage ausbleiben

### Kabarettprogramme mitDie Äh-Werker
- 1993: Mit Risiken und Nebenwirkungen
- 1994: Prost Wahnzeit!
- 1995: Lieb’ Vaterland, magst ruhig sein
- 1996: Problemzonen
- 1998: Reingehen – Rausgehen – Vergessen
- 1999: Schwarz aber schmerzlich
- 2001: Lach- und Sachgeschichten – Das Programm für die Katz’
- 2002: Programm nach Wahl
- 2003: Im Rausch der L-Signale
- 2005: hAusschlachtung
- 2006: Gegen die Wand
- 2008: Die fabelhafte Welt der Amnesie
- 2010: Hosen runter - Ärmel hoch!
- 2011: Hinterm Tellerrand geht's weiter
- 2014: Panik et Circenses

### Figurenkabarett-Programme
- Bamberg auf Sendung
- Fei obochd!

## CD-Veröffentlichung
- 10 Yorn freylekhe Lidele. Klezmer. Bob-Media, 2013.